# Francesca Barra
Francesca Barra (Policoro, 24 settembre 1978) è una giornalista, scrittrice e conduttrice televisiva italiana.

## Biografia
Figlia dell'ex deputato Francesco Michele Barra, frequenta il liceo classico di Nova Siri. Dopo il diploma, lascia il suo paese natìo per trasferirsi a Roma, dove si è laureata in scienze della comunicazione all'Università LUMSA, con una tesi sulle donne in politica. È stata ospite de La vita in diretta, per commentare cronaca nera. È stata inviata del Cristina Parodi Live, su LA7. Si occupava di cronaca per Pubblico Giornale e l'Unità. Conduce, su Rai Radio 1, il programma La bellezza contro le mafie, dal 2009. Nel 2012 ha pubblicato Giovanni Falcone un eroe solo, mentre nel 2011 Il Quarto Comandamento, editi da Rizzoli. Ha scritto il racconto Gli spietati nel libro Non è un paese per donne, edito da Arnoldo Mondadori Editore. Ha collaborato con l'Unità e con il settimanale Sette, occupandosi di criminalità organizzata e donne vittime della 'ndrangheta.
Ha lavorato al TG di LA7, nella redazione di Niente di personale e nell'estate 2008 ha condotto la rassegna stampa di Omnibus. Ha condotto Cani, Gatti & Co, in onda su Alice Sky TV, Cominciamo Bene Prima, con Pino Strabioli su Rai 3, documentari di viaggio e La regola, in onda su Marcopolo Sky TV. Con Dario Vergassola ha condotto la trasmissione Sempre meglio che restare a casa, su LA7, e Areagol con Maurizio Biscardi. Nel 2005 è testimonial del digitale terrestre di LA7. È stata autrice, per la rete giapponese Nippon TV, di commedie teatrali e documentari gastronomici. Ha pubblicato, con Aliberti editore, il romanzo Non mi aspettare ed il libro di ricette A casa di Jo.
Nel 2011 ha condotto We Press su La3. Dal settembre del 2013 è inviata per la nuova stagione di Matrix, programma di approfondimento di Canale 5, condotto da Luca Telese. Ha condotto l'edizione 2014 del Concerto del Primo Maggio, da piazza San Giovanni a Roma, in diretta su Rai 3, con Edoardo Leo e Dario Vergassola.
Per la stagione calcistica 2014-2015 è stata ospite fissa del programma sportivo Tiki Taka - Il calcio è il nostro gioco, condotto da Pierluigi Pardo su Italia 1. Dal 29 giugno al 1º agosto 2015 su LA7 ha condotto In onda insieme a Gianluigi Paragone. Dal gennaio 2017 fino al 17 febbraio è stata co-conduttrice, insieme a Gianluigi Paragone, Gilberto Penza ed Ylenia Baccaro, di Benvenuti nella giungla, in sostituzione di Mara Maionchi, su Radio 105. Dal 13 gennaio 2018 ha affiancato Costantino D'Orazio alla conduzione del programma divulgativo Bella Davvero in onda su Rai Radio 2.
Il 27 gennaio 2018 ha annunciato con un post su Facebook la propria candidatura alle imminenti elezioni politiche del 4 marzo per la Camera dei deputati, con l'appoggio del Partito Democratico e della coalizione di centro-sinistra nel collegio uninominale di Matera, dove arriva terza, non venendo pertanto eletta. Il 7 marzo 2018 annuncia in un'intervista a La Stampa il suo ritiro dalla politica.
Nella stagione televisiva 2018-2019 è opinionista della trasmissione CR4 - La Repubblica delle Donne, con la conduzione di Piero Chiambretti. 
Nel 2020 ha partecipa come concorrente insieme al marito Claudio Santamaria al programma Celebrity Hunted: Caccia all'uomo in onda su Prime Video.
Nel marzo 2021 si è esibita come ballerina sulle note di Bam Bam Twist durante la seconda serata del Festival di Sanremo, apparendo insieme a suo marito Claudio Santamaria durante una performance di Achille Lauro.
Ha scritto numerosi romanzi e libri di cucina, pubblicati da Rizzoli, Garzanti, Arnoldo Mondadori Editore e Aliberti Editore; ha scritto anche un libro su Giovanni Falcone con la sorella Maria. Ha realizzato due podcast per storielibere.fm: Vietato invecchiare e Genitori. Ha condotto il concerto contro le mafie con Gino Castaldo A nome loro. Ha una rubrica su L'Espresso: Belle storie.
Dal 25 giugno al 30 agosto e dal 16 dicembre 2024 al 6 gennaio 2025, insieme a Roberto Poletti, ha condotto il programma 4 di sera, in onda dal lunedì al venerdì nell'access prime time di Rete 4. Dal 7 settembre 2024, insieme a Roberto Poletti, conduce il programma 4 di sera Weekend, spin-off di 4 di sera in onda ogni sabato e domenica nell'access prime time di Rete 4.
Dal 7 aprile al 4 maggio 2025, insieme a Luca Tommassini, è stata l'opinionista della prima edizione del reality The Couple - Una vittoria per due, in onda su Canale 5 con la conduzione di Ilary Blasi.

## Vita privata
Ha quattro figli, tre dei quali (Emma Angelina, Renato e Greta) nati dal precedente matrimonio con Marcello Molfino, con cui è stata sposata dal 2005 al 2016. 
Dal 2017 ha una relazione con l'attore Claudio Santamaria, col quale si è sposata nel novembre dello stesso anno negli Stati Uniti e il 21 luglio 2018 a Policoro, con cerimonia civile. La coppia ha una figlia, Atena, nata nel febbraio del 2022. Francesca recita un cameo insieme al marito e alla figlia Greta nel terzo episodio della seconda stagione di Call My Agent - Italia su Sky.

## Programmi televisivi
- A tutto gol (Cartapiù LA7, 2005)
- Omnibus Estate (LA7, 2008)
- Sempre meglio che restare a casa (LA7, 2010-2011)
- We Press (La3, 2011)
- Cristina Parodi Live (LA7, 2012) - inviata
- Matrix (Canale 5, 2013-2019) - inviata
- Concerto del Primo Maggio (Rai 3, 2014, 2022)
- Tiki Taka - Il calcio è il nostro gioco (Italia 1, 2014-2015) - opinionista
- In onda (LA7, 2015)
- L'anno che verrà (Rai 1, 2016-2017) - inviata
- Matrix Chiambretti (Canale 5, 2017-2018) - opinionista
- CR4 - La Repubblica delle Donne (Rete 4, 2018-2019) - opinionista
- Celebrity Hunted (Amazon Prime Video, 2020) - concorrente, vincitrice
- La pupa e il secchione 4 (Italia 1, 2021) - opinionista
- Tiki Taka - La repubblica del pallone (Italia 1, 2021) - opinionista
- Cartabianca (Rai 3, 2023) - opinionista
- È sempre Cartabianca (Rete 4, 2023-2024) - opinionista
- Prima di domani (Rete 4, 2024) - opinionista
- Donne sull'orlo di una crisi di nervi (Rai 3, 2024) - editorialista
- 4 di sera (Rete 4, 2024-2025)
- 4 di sera Weekend (Rete 4, dal 2024)
- The Couple - Una vittoria per due (Canale 5, 2025) - opinionista
- Storie non ordinarie di famiglie (La5, 2025)
- 4 di sera News (Rete 4, dal 2025)

## Filmografia
- Pensati sexy, regia di Michela Andreozzi (2024)
- Call My Agent - Italia – serie TV, episodio 2x03 (2024)

## Opere
- A occhio e quanto basta. La mia ricetta di felicità, Rizzoli, 2022, ISBN 978-8891835437.
- (con Claudio Santamaria), La giostra delle anime, Arnoldo Mondadori Editore, 2019, ISBN 978-8804717133.
- L'estate più bella della nostra vita, Garzanti, 2017, ISBN 978-8811671329.
- Il mare nasconde le stelle. Storia vera di Ramon, il ragazzo venuto dalle onde, Garzanti, 2016, ISBN 978-8811007463.
- Verrà il vento e ti parlerà di me, Garzanti, 2015, ISBN 978-8811688808.
- Tutta la vita in un giorno. Viaggio fra la gente che sopravvive mentre nessuno se ne accorge, Rizzoli, 2014, ISBN 978-8817067362.
- (con Maria Falcone), Giovanni Falcone, un eroe solo, Rizzoli, 2012, ISBN 978-8817056175.
- Il quarto comandamento. La vera storia di Mario Francese che sfidò la mafia e del figlio Giuseppe che gli rese giustizia, Rizzoli, 2011, ISBN 978-8817049696.
- A casa di Jo. Piatti & ricette della mia cucina, Aliberti Editore, 2009, ISBN 978-8874244997.
- Non mi aspettare, Aliberti Editore, 2009, ISBN 978-8874245123.

## Riconoscimenti
- 2010 – Premio Mario Francese
- 2011 – Premio Rocco Chinnici
- 2012 – Premio Siani ex aequo con Maria Falcone[21]
- 2012 – Premio Nazionale Paolo Borsellino[22]
- 2013 – Premio Lucani nel mondo
- 2013 – Premio Heraclea